# 石河畈水库
石河畈水库是中国湖北省襄阳市襄州区境内的一座水库，位于汉江支流石河畈沟上，建于1956年。水库正常库容为930万立方米，集雨面积为43平方千米，海拔为98.1米。